# Orquestra de Brinquedos
A Orquestra de Brinquedos é um espetáculo musical brasileiro com elementos de teatro cujos integrantes atuam como soldadinhos de chumbo que tocam instrumentos de brinquedo. Foi criado e dirigido em 2011 por Yanto Laitano.

## História
A ideia de criação da Orquestra de Brinquedos surgiu quando Yanto viu um jogo de sinos musicais coloridos em uma loja de instrumentos musicais e imaginou que um grupo de musicistas poderia tocar os sinos de maneira a criar uma interessante coreografia com as melodia transformado-se em movimento corporal. Vendo outros instrumentos de brinquedo na loja, teve a ideia de criar uma Orquestra de Brinquedos na qual até os musicistas atuariam como brinquedos. Piano, bateria, teclado, acordeon, guitarra e baixo foram adicionados para completar o espetáculo.
O espetáculo estreou em 2011 e desde então já realizou mais de 150 apresentações e ganhou o Prêmio Tibicuera de Teatro Infantil de melhor trilha sonora em 2015.

## O espetáculo
Enquanto realizam sua apresentação musical, o grupo formado pelos personagens Abacaxi, Veterano, Grandão, Soldadinha e Capitão
enfrenta desafios como falta de corda, desregulagem de seus mecanismos e uma varinha mágica que os deixa congelados.

## Integrantes
- Yanto Laitano: piano, teclado, sinos musicais e vocais
- Filipe Narcizo: baixo, sinos musicais e vocais
- Beto Chedid: guitarra, sinos musicais e vocais
- Bruna Espinosa: acordeon, sinos musicais e vocais
- Fábio Ly: bateria, buzinas e washboard[8]

## Videografia

### DVD
- Orquestra de Brinquedos Orquestra de Brinquedos, 2018.[9]

## Prêmios
| Ano  | Prêmio                              | Categoria            | Trabalho                | Resultado |
| ---- | ----------------------------------- | -------------------- | ----------------------- | --------- |
| 2015 | Prêmio Tibicuera de Teatro Infantil | Melhor Trilha Sonora | Orquestra de Brinquedos | Venceu    |
| 2015 | Prêmio Tibicuera de Teatro Infantil | Melhor Produção      | Orquestra de Brinquedos | Indicado  |